# Франсуа де Шевер
Франсуа де Шевер (2 лютого 1695, Верден — 24 січня 1769, Париж) — відомий французький генерал який перебував на службі Французького королівства під час правління французького короля Людовика XV.

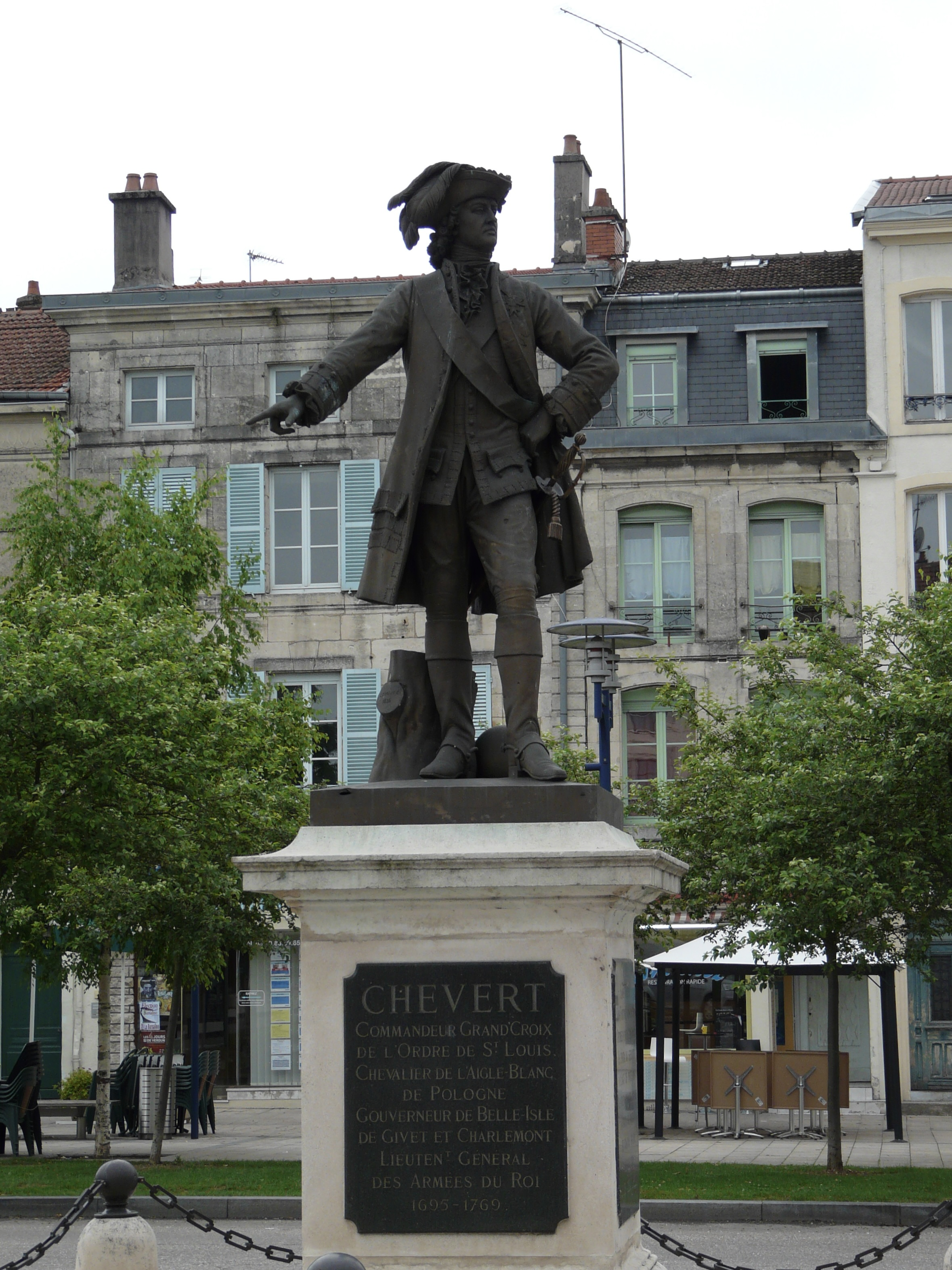
Статуя генерала Франсуа де Шевер у Вердені.

## Біографія
Франсуа де Шевер народився у французькому місті Верден, яке на той час було одним з трьох єпископств Лотарингії, яка стала французькою в XVII столітті (Мец, Туль і Верден).
У 1706 році Франсуа де Шевер вступив на військову служби в статусі рядового, у 1728 році він був підвищений до командира полку Боса в Тулі, а у 1739 році він отримав підвищення до підполковника.
Під час війни за австрійську спадщину яка тривала з 1740 по 1748 роки, Франсуа де Шевер відзначився під час походів французької армії на Богемію, П'ємонт й Німеччину. На чолі своїх гренадерів Франсуа де Шевер взяв вирішальну участь у взяття Праги Морісом Саксонським (жовтень 1741). Наступного року, наприкінці облоги Праги австрійцями, Франсуа де Шевер 18 днів захищав це місто лише з 1800 вояками проти австрійської армії й капітулював лише на найпочесніших умовах 26 грудня 1742 року.
Після того як Франсуа де Шевер був підвищений до бригадного генерала, він взяв участь у кампанії Дофіне і виграв битву при П'єрлонг (або битву при Кастельдельфіно) проти п'ємонтців Королівства Сардинія 19 липня 1744 року. Пізніше Франсуа де Шевера підвищили до фельдмаршала (бригадного генерала).
Під час кампанії на Провансі Франсуа де Шевер захопив острів Сент-Маргеріт і став генерал-лейтенантом (генералом дивізії) у 1748 році.
Під час Семирічної війни (1756—1763) Франсуа де Шевер командував французьким крилом під час битв під Хастенбекуом (26 липня 1757) і Лютцельбергом (10 жовтня 1758).
За свою довгу військову кар'єру Франсуа де Шевер зазнав лише однієї невдачі — у битві при Мері в серпні 1758 року проти генерала Філіпа фон Імхоффа (1702—1768).
На момент смерті він був військовим губернатором Жіве і Шарлемона.
Після смерті Франсуа де Шевер був похований у Парижі в церкві Сент-Есташ, де в 1771 році завдяки мадам де Водонкур і абату Габріелю Себастьєну Фріго було встановлено у його честь пам'ятник. У 1787 році його кістки були перенесені до паризьких катакомб.

## Відзнаки
У 1742 році Франсуа де Шевер отримав звання лицаря Сен-Луї, хоча був лише командиром полку. У 1754 році Франсуа де Шевер був прийнятий командором цього ордена, 1758 року він отримав Великого Хреста. 
У 1758 році Франсуа де Шевер отримав звання лицаря Білого Орла Польщі.

## Виказання поваги
Rue Chevert, в 7- 7 окрузі Парижа, присвячена йому.
Йому також присвячений район Шевер (мобільна жандармерська бригада) Тіонвіль.

## Анекдот
Про це розповідається в книзі Теодора-Анрі Барро Книга практичної моралі або Вибір заповідей і прекрасних прикладів, призначених для щоденного читання (Ашет, 1852): Французька армія взяла в облогу Прагу. З обох боків проти неї наступали переважні за кількістю ворожі армії, які були лише за п'ять ліг. Вона пропала, якщо швидко не захопила Прагу. Ні відступу через засніжені гори, ні їжі, ні однієї фортеці-притулку. Маршал де Саксен вирішив почати штурм негайно вночі. Шевер, який тоді був полковником, отримав завдання керувати справжньою атакою, тоді як дві помилкові атаки викликали сили обложених на інші точки. Саме тоді між Шевером і безстрашним гренадером сержантом Паскалем відбувся цей героїчний простий діалог.
Гренадер просувається, його пропускає вартовий, вбиває її; Франсуа де Шевер йде за ним; ми на валу; зламані двері. Маршал входить до міста. Гарнізон склав зброю. І це завоювання, яке врятувало французьку армію, не коштувало й п'ятдесяти людей.